# Санаторий имени Свердлова
Санато́рий и́мени Свердло́ва — посёлок в Гатчинском муниципальном округе Ленинградской области.

## История
По данным 1966 и 1973 годов посёлок Свердлова санаторий, он же Санаторий имени Свердлова входил в состав Большетаицкого сельсовета.
По данным 1990 года посёлок Санаторий имени Свердлова находился в административном подчинении Таицкого поселкового совета.

## География
Посёлок расположен в северной части района на автодороге 41К-490 (подъезд к больнице имени Свердлова). 
Расстояние до административного центра поселения, посёлка городского типа Тайцы — 2 км.
Посёлок находится в 2 км к востоку от железнодорожной станции Тайцы.

## Демография
| 2007 | 2010 | 2017 |
| ---- | ---- | ---- |
| 47   | ↘43  | ↘31  |

### Национальный состав
Согласно данным Всероссийской переписи населения 2021 года в посёлке проживали 73 человека, из них:
русские — 70, татары — 3 человека.

## Достопримечательности
- Усадьба Демидова (Большие Тайцы)